# Jakovljev Jak-1000
Jakovljev Jak-1000 je bilo sovjetsko enomotorno reaktivno eksperimentalno letalo, ki je bilo namenjeno raziskovanje aerodinamičnih lastnosti prirezanih delta kril in turboreaktivnih motorjev Ljulka AL-5. Na prototip so namestili motorje Klimov RD-500, ker AL-5 niso bili na voljo. Letalo je imel probleme s pristajalnim podvozjem in ni nikoli poletelo.

## Specifikacije (ocena)
Podatki iz Gordon et al., OKB Yakovlev: A History of the Design Bureau and its Aircraft
Splošne značilnosti
- Posadka: 1
- Dolžina: 11,69 m (38 ft 4 in)
- Razpon kril: 4,59 m (15 ft 1 in)
- Maks. vzletna teža: 2.407 kg (5.307 lb)
- Kapaciteta goriva: 597 L (131 imp gal; 158 US gal)
- Pogon letala: 1 × Klimov RD-500 turboreaktivni motor, 15,9 kN (3.600 lbf) potisk motorjev

Zmogljivost
- Maks. hitrost: 1.100 km/h (684 mph; 594 kn)